# Тавіра
Таві́ра (порт. Tavira; МФА: [tɐ.ˈvi.ɾɐ]) — муніципалітет і місто в Португалії, в окрузі Фару. Розташований у південній частині країни, на березі Атлантичного океану, на теренах історичної португальської провінції Алгарве. Належить до Фаруської діоцезії Католицької церкви в Португалії. Права міського самоврядування має з 1266 року. Поділяється на 6 парафій. За адміністративним поділом, чинним до 1976 року, був складовою провінції Алгарве. Площа муніципалітету — 606,97 км², населення муніципалітету — 26167 ос. (2011); густота населення — 43,11 осіб/км²
. Патрон — Діва Марія. Святковий день муніципалітету — 24 червня. Поштовий індекс — 8800.  Код місцевої адміністративної одиниці — 0814. Складова статистичного регіону Алгарве.

## Географія
Тавіра розташована на півдні Португалії, на південному сході округу Фару.
Тавіра межує на північному сході — з муніципалітетом Алкотін, на сході — з муніципалітетом Каштру-Марин, на південному сході — з муніципалітетом Віла-Реал-де-Санту-Антоніу, на південному заході — з муніципалітетом Олян, на заході — з муніципалітетами Сан-Браш-де-Алпортел і Лоле.  На півдні омивається водами Атлантичного океану.
За колишнім адміністративним поділом місто належало до провінції Алгарве — сьогодні це однойменний регіон і субрегіон.
Рельєф району рівнинний у південній частині, та гірський — у північній (декілька найвищих точок перевершують позначку 500 м над рівнем моря). Територією району протікає декілька річок: Асека, Ріу Секуа, Ріу Жілау, Ріу Вашкау.

### Клімат
Клімат середземноморський, має 5 сухих місяців (з травня по вересень) і середню річну температуру 18 °C (для південної частини району). Середня температура улітку сягає 28 °C, у січні — 9 °C. Середня кількість опадів 576 мм (найбільша кількість між жовтнем та лютим). Улітку практично не випадає опадів. Північна частина муніципалітету отримує більш опадів — 800 мм на рік.

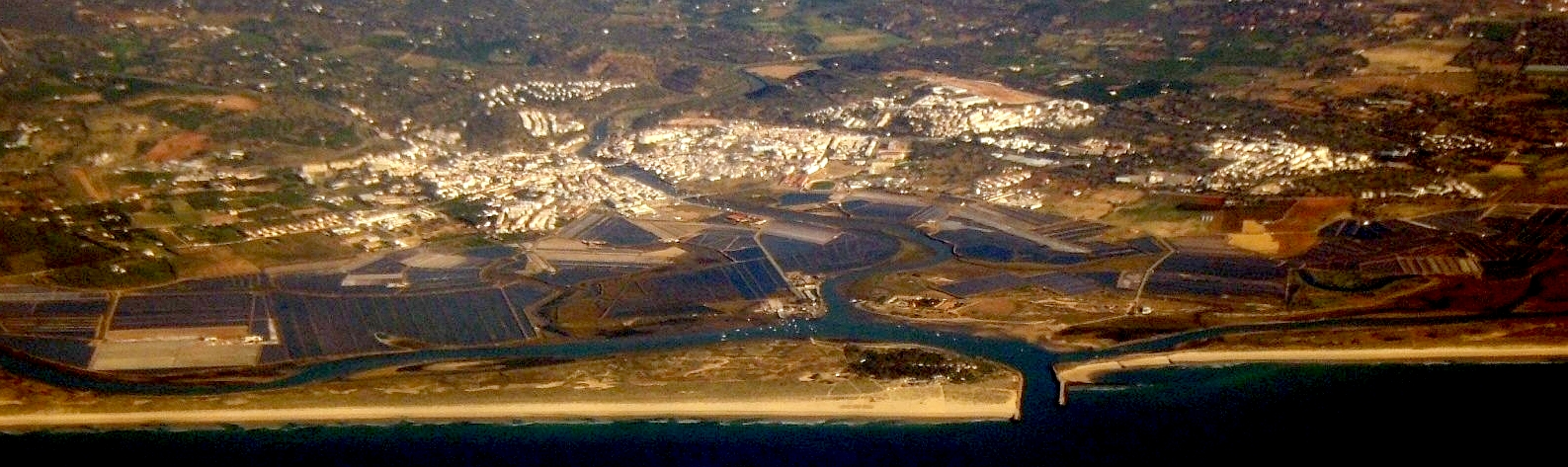
Атлантичне узбережжя Тавіри з літака

Узбережжя Тавіри має декілька пляжів, які справедливо визнають найкращими в Алгарве та Португалії, — усі розташовані на території природного парку «Ріа-Формоза» (порт. Parque Natural da Ria Formosa). Температура морської води у літні місяці і на початку жовтня сягає 26 °C. Пляжі муніципалітету: порт. Lacém, Cabanas de Tavira, Ilha de Tavira e Praia do Barril. Перших два розташовані на острові Кабанаш (порт. острів de Cabanas), останніх два — на острові Тавіри (порт. острів de Tavira).

## Історія
Відомо, що аж до 13 століття Тавіра, як і вся територія Алгарве, належала арабам. На початку 12 століття Тавіра була невеличким населеним пунктом, мала фортецю. У 1151 році сталася перша спроба звільнитися від мусульманської присутності, яка закінчилась придушенням місцевого населення. У 1239 році португалець Паю Переш Коррея завоював місто у маврів, і вже за 5 років, у січні 1244 року Саншу ІІ передає Тавіру у власність Ордену Сантьяго. В кінці 13 століття місто починає розвиватися в комерційному відношенні завдяки морському порту.
1266 року португальський король Афонсу III надав Тавірі форал, яким визнав за поселенням статус містечка та муніципальні самоврядні права.

## Населення
| Кількість мешканців | Кількість мешканців | Кількість мешканців | Кількість мешканців | Кількість мешканців | Кількість мешканців | Кількість мешканців | Кількість мешканців | Кількість мешканців | Кількість мешканців | Кількість мешканців | Кількість мешканців | Кількість мешканців | Кількість мешканців | Кількість мешканців |
| ------------------- | ------------------- | ------------------- | ------------------- | ------------------- | ------------------- | ------------------- | ------------------- | ------------------- | ------------------- | ------------------- | ------------------- | ------------------- | ------------------- | ------------------- |
| 1864                | 1878                | 1890                | 1900                | 1911                | 1920                | 1930                | 1940                | 1950                | 1960                | 1970                | 1981                | 1991                | 2001                | 2011                |
| 19 494              | 21 842              | 24 166              | 25 392              | 26 755              | 24 824              | 27 786              | 28 972              | 30 632              | 27 798              | 22 900              | 24 615              | 24 857              | 24 997              | 26 167              |

## Парафії
1. Кашопу (порт. Cachopo)
2. Консейсау і Кабанаш-де-Тавіра (порт. Conceição e Cabanas de Tavira)
3. Луж-де-Тавіра i Санту-Ештевау (порт. Luz de Tavira e Santo Estêvão)
4. Санта-Катарина-да-Фонте-ду-Бішпу (порт. Santa Catarina da Fonte do Bispo)
5. Санта-Лузія (порт. Santa Luzia)
6. Тавіра (порт. Tavira)

## Економіка, побут, транспорт
Економіка району головним чином представлена рибальством, туризмом, сільським господарством (фрукти, цитрусові, маслини, корок і мед).
Місто як і муніципалітет в цілому має добре розвинуту транспортну мережу: з'єднане з Фару  швидкісною автомагістраллю А-22 (відоміша як «Via do Infante»), з Лісабоном — А-2, з провінцією Алентежу — національною автомобільною дорогою IC-2. Має залізничну станцію приміського сполучення на Лінії Алгарве.

## Туризм
Серед архітектурних пам'яток особливий інтерес викликають історичний центр міста, три фортеці (порт. Forte da Conceição, Castelo de Tavira, Forte do Rato), декілька церков та каплиць як у самому місті так і на території муніципалітету.
Територія південної частини муніципалітету належить до природного парку «Ріа-Формоза»: порт. Parque Natural da Ria Formosa, який простягається на відстані 60 км уздовж атлантичного узбережжя із загальною площею 18,4 тис. га. Заповідник було створено 9 грудня 1987 року і відомий як водний ареал рідкісних видів птахів та рослин.
Для отримання безкоштовної туристичної інформації у місті діє туристично-інформаційний центр, розміщений за адресою порт. Rua Galaria, 9, 8800-329 Tavira.

## Галерея

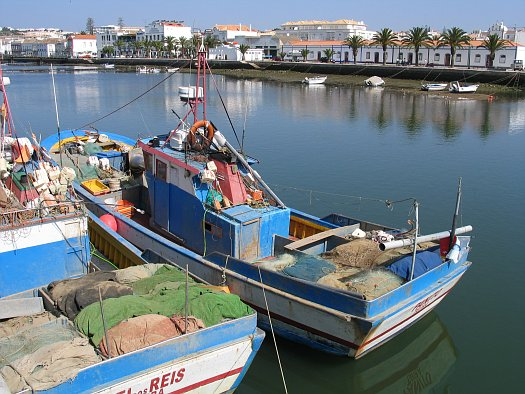
Рибальський човен
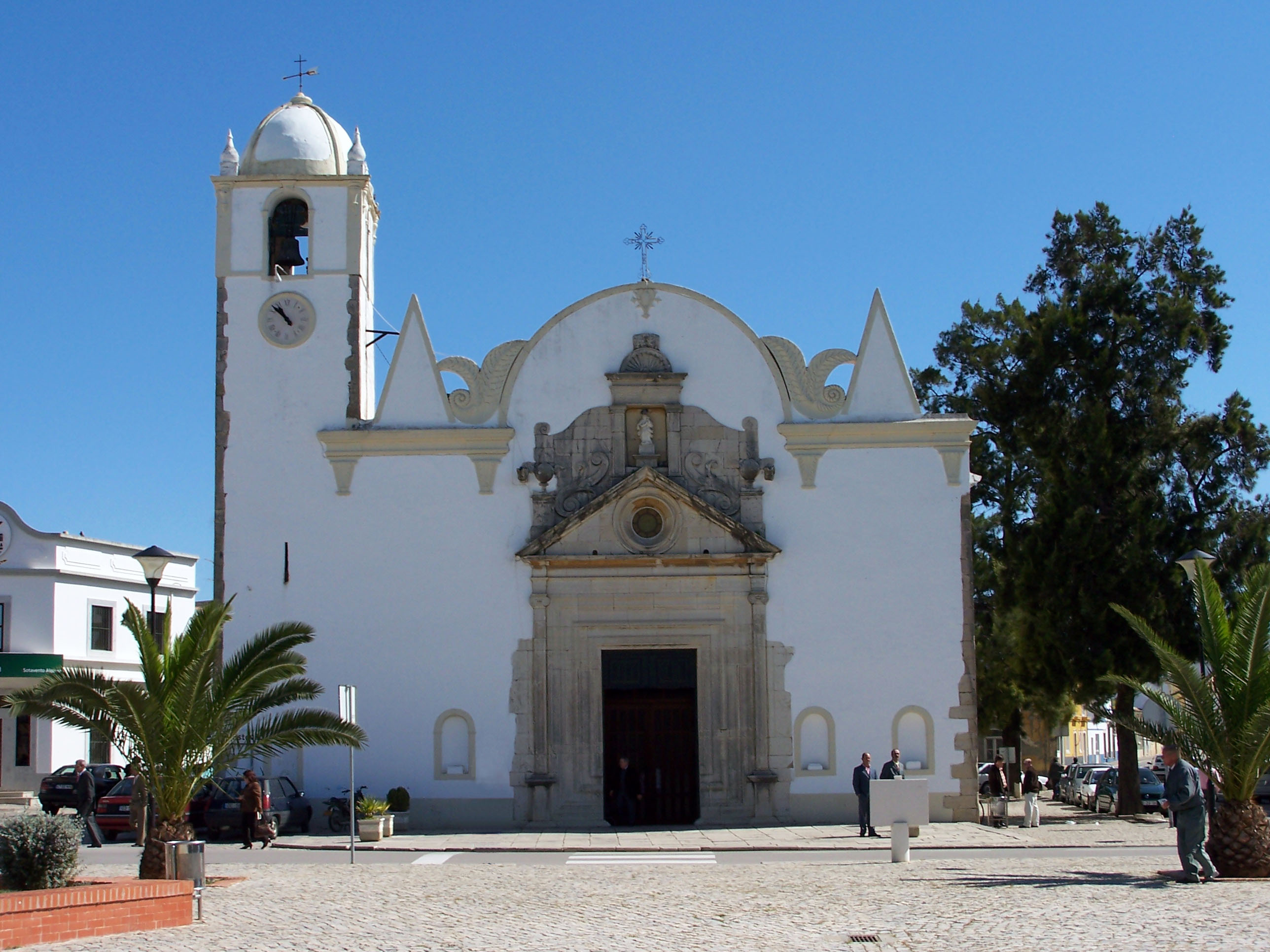
Одна з церков у місті
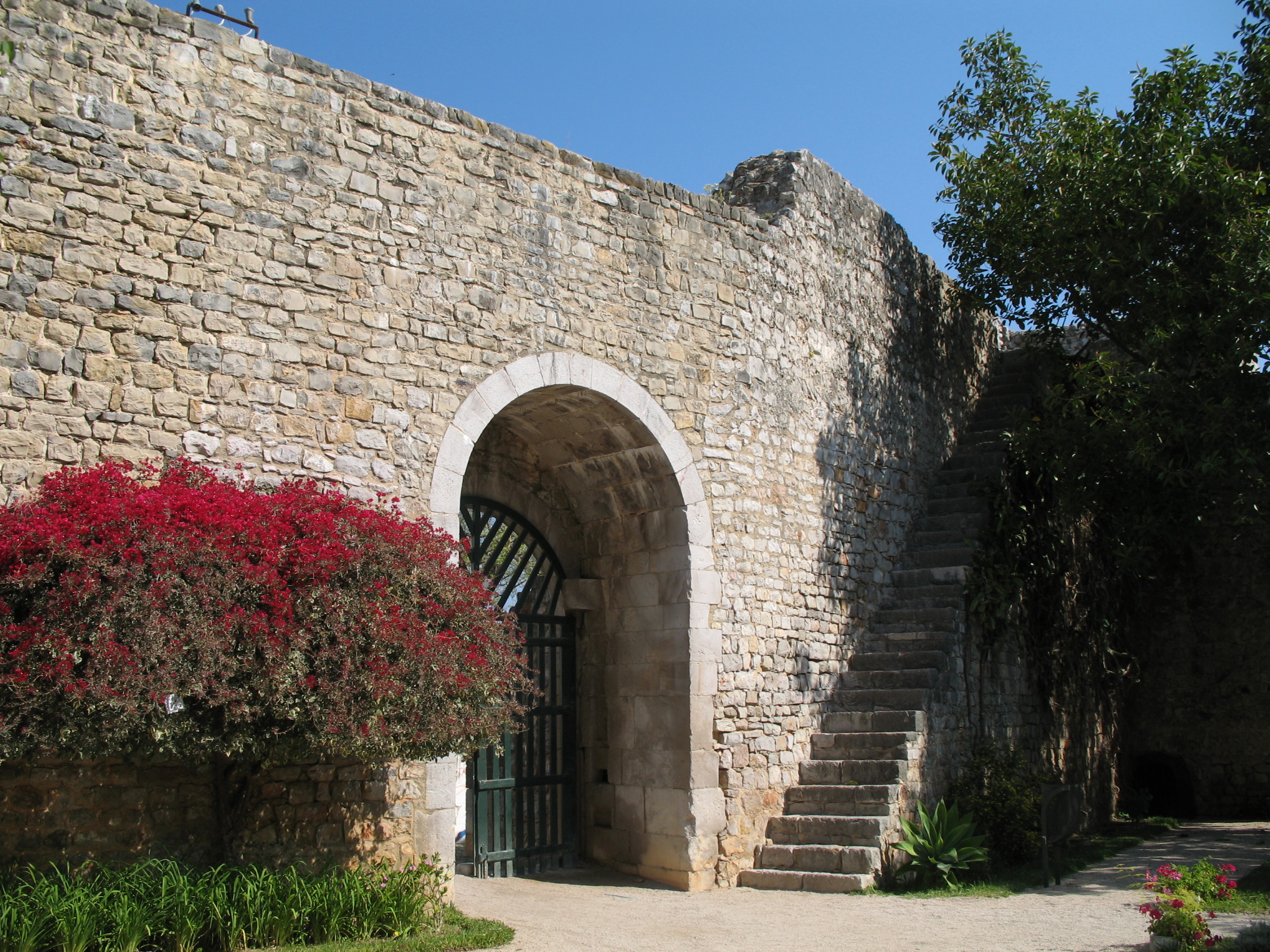
Фортеця